# Norops rivalis
Norops rivalis är en ödleart som beskrevs av  Williams 1984. Norops rivalis ingår i släktet Norops och familjen Polychrotidae. Inga underarter finns listade i Catalogue of Life.